# Налётчики Bad B.
«Налётчики Bad B.» — второй студийный альбом российской рэп-группы Bad Balance, выпущенный студией «Союз» на аудиокассетах 17 марта 1994 года.
Альбом состоит из 14 треков и был записан в студии Gala Records в течение двух месяцев с апреля по май 1993 года. В записи альбома приняла участие солистка техно-рэп-джаз-группы MD & C Павлов, Виктория-Пьер-Мари, в записи песни «Антиполис» — рэп-группа D.M.J., а в записи песни «Отсос» — рэперы Айс («К.Т.Л. Ди. Л.Л.»), Артур Игнатов (D.M.J.), «Дельфин» («Мальчишник») и Мистер Малой. Музыку для альбома создали Михей и DJ LA при помощи сессионных музыкантов: Сергей Овчинников (саксофон), Сергей Ананьев (аранжировка), Сергей Кучменко (клавишные), Олег Зарипов (электрогитара).
Темами песен альбома стали «употребление наркотиков» («Плохой баланс»), «продюсеры в отечественном шоу-бизнесе» («Шоу-бизнес»), «вокзальная суета» («Вокзал»), «преступные группировки» («Дети сатаны»), «любовь к джазу» («Джаз — это „немузыка“»), «мошенники и финансовые пирамиды» («Игры»), «уличные музыканты» («Старый музыкант»), «неограниченная власть милиции» («Антиполис»), «уличные разборки» («По закону»), «новые русские» («Отсос»), «любовь к граффити» («Граффити»), «дань уважения Африке» («Африка»). Все тексты для альбома написал Шеф под псевдонимом Chill-Will, кроме песни «Дети сатаны» (Боб Фридлендер).
Осенью 1994 года альбом был выпущен на компакт-дисках на лейбле J.S.P. В 2000 году был переиздан на лейбле «МиксМедиа» в качестве бонуса к мини-альбому «Москва — New York (Из города джунглей в каменный лес)», в 2002 и 2005 годах — на лейбле 100Pro под серией «Классика русской рэп музыки», в 2004 году — под серией «Рэп традиции на 100PRO», а также в 2008 году — на лейбле «Стиль Рекордс» с бонус-треками с альбома «Легенды гангстеров». В 2014 году альбом впервые был выпущен на виниле на лейбле ZBS Records.

## Запись альбома
В 1992 году, услышав песни московской группы D.M.J., записанные на студии Gala Records, у группы Bad Balance появилось желание записать в той же самой студии настоящий рэп-альбом с качественным звучанием и более уличной лирикой. Альбом был записан в студии Gala Records в течение двух месяцев с апреля по май 1993 года. Деньги на запись альбома были получены у Андрея Бережного, бизнесмена-владельца фабрики по пошиву модных в то время плащей. По словам Валова, это была сумма в десять тысяч долларов, которую нужно было вернуть через год.
Для возврата долга группе пришлось четыре месяца выступать на дискотеке Jump в спорткомплексе «Дружба» в «Лужниках», где Игорь Силиверстов был директором по программам. Команда в составе шести человек разделилась на две части — одна отвечала за танец (Лага, Swan, Скаля), а другая — за рэп (LA, Михей, Шеф). Всё это время участники группы снимали квартиру на Профсоюзной улице, получали 200—300 долларов за концерт, выступая три раза в неделю. На дискотеке Jump группа познакомилась с Богданом Титомиром и поучаствовала в его треке «Ерунда (Sport mix)» для альбома «Высокая энергия 2» (1993). Поняв, что денег рассчитаться не хватит, участники группы уехали в Германию, чтобы заработать недостающие четыре тысячи долларов. В 1994 году группа вернула обещанную сумму и выпустила альбом, с которого, по словам Валова, начался уличный рэп на русском.
На обложке альбома впервые появился логотип группы Bad Balance. Нарисовал его известный голландский граффити-художник Эрози (Erosie). Обложку для альбома снимали в подвалах Ивана Грозного, которые находятся прямо под Кремлём в Москве. Участники группы развели костёр и фотографировались у костра. Затем дизайнер и граффити-райтер группы, Олег Басков («Баскет»), создал первый вариант обложки, на котором эта фотография разбита по частям.
Песня «Плохой баланс» была впервые исполнена группой Bad Balance в переходе на Невском проспекте в конце 1992 года. В ноябре 1993 года группа выступила с ней на малой спортивной арене Олимпийского комплекса «Лужники» на концерте музыкального шоу-проекта «Игорь’С Поп-шоу», который был показан на «1-м канале Останкино».

## Критика
Большинство музыкальных критиков считают этот альбом самым лучшим в творчестве Bad Balance.
В 1999 году журнал «RAPпресс» поместил альбом «Налётчики Bad B.», выпущенный на аудиокассетах, в список «поистине легендарных альбомов», чьи тиражи «были настолько малы, что теперь их трудно найти в продаже».
В 2004 году главный редактор портала Rap.ru, Андрей Никитин, назвал альбом «классикой», а также «квинтэссенцией ключевых идей хип-хопа того времени», отмечая влияние таких групп, как Beastie Boys, House of Pain и Public Enemy.
В 2007 году главный редактор портала Rap.ru, Андрей Никитин, поместил альбом «Налётчики Bad B.» в список главных альбомов русского рэпа: «Классический, канонический альбом. И никак иначе.».
В 2009 году редакторы сайта Rap.ru, Андрей Никитин и Руслан Муннибаев, поместили альбом в свой список «10 важнейших альбомов русского рэпа»:
Один из первых серьёзных рэп-альбомов России был создан в противовес легковесным образцам жанра, с которыми знакомили страну «Мальчишник», Богдан Титомир и Лика MC. Bad Balance был затеян в Петербурге уроженцем Донецка Владом «Шеffом» Валовым и Глебом «Штакетом» Матвеевым как команда по брейк-дансу, что и определило агрессивный и свежий звук «Налётчиков», расчерченный по лекалам Public Enemy, Beastie Boys и Run-DMC — ритм, сэмплы, скретчи и мелкорубленая правда-матка. Впоследствии Bad Balance нарастит мелодическую и лирическую массу в композициях и станет главной рэп-группой 1990-х.
В 2018 году Андрей Никитин в статье на сайте «Афиша Daily» назвал альбом «Налётчики Bad B.» классикой русского рэпа 90-х.

## Отзывы других рэперов
В 2019 году рэпер Лигалайз в интервью для передачи «Как всё начиналось» назвал альбом «Налётчики Bad B.» переломным в его карьере: «Великий альбом русского рэпа, один из самых классных и любимых, повлиявший на меня и на мою читку».
В 2020 году Лигалайз в интервью для сайта Colta.ru назвал альбом «Налётчики Bad B.» абсолютной классикой русского рэпа.

## Чарты и ротации
В 1993 году песня «Дети сатаны» (известная с 2002 года как «Быки») находилась в хит-параде «Чёртова дюжина капитана Фанни» по результатам ротации в передаче «Танцевальная академия», которую вёл Владимир «DJ Фонарь» Фонарёв на радио «Максимум». Результат был опубликован в журнале Bravo.
В 2003 году песня «Быки» группы Bad Balance прозвучала в хип-хоп передаче «Фристайл» на «Нашем Радио».
По данным интернет-проекта Moskva.FM, песня «Плохой баланс» находилась в ротации нескольких российских радиостанций с 2007 по 2015 год.

## Список композиций
Альбом 1994 года начинается с трека «Внутри вас», который не указан в треклисте. В переиздании альбома 2000 года трек «Внутри вас» называется «Налётчики Bad B.». В переизданиях альбома, начиная с 2002 года, трек «Дети сатаны» был переименован в «Быки», а трек «Граффити» стал называться по-английски — «Graffiti».
| №   | Название                | Текст песни                | Музыка    | Длительность |
| --- | ----------------------- | -------------------------- | --------- | ------------ |
| 1.  | «Внутри вас»            | Chill-Will                 | Михей, LA | 1:23         |
| 2.  | «Mix-Up»                | Chill-Will                 | Михей, LA | 1:44         |
| 3.  | «Плохой баланс»         | Chill-Will                 | Михей, LA | 3:13         |
| 4.  | «Шоу-бизнес»            | Chill-Will                 | Михей, LA | 3:36         |
| 5.  | «Вокзал»                | Chill-Will                 | Михей, LA | 4:08         |
| 6.  | «Дети сатаны»           | Chill-Will, Боб Фридлендер | Михей, LA | 4:41         |
| 7.  | «Джаз — это «немузыка»» | Chill-Will                 | Михей, LA | 4:32         |
| 8.  | «Игры»                  | Chill-Will                 | Михей, LA | 3:47         |
| 9.  | «Старый музыкант»       | Chill-Will                 | Михей, LA | 2:56         |
| 10. | «Антиполис»             | Chill-Will                 | Михей, LA | 4:28         |
| 11. | «По закону»             | Chill-Will                 | Михей, LA | 5:08         |
| 12. | «Отсос»                 | Chill-Will                 | Михей, LA | 5:41         |
| 13. | «Граффити»              | Chill-Will                 | Михей, LA | 3:28         |
| 14. | «Африка»                | Chill-Will                 | Михей, LA | 5:20         |

## Семплы
Информация о семплах была взята из сайта WhoSampled.
- «Внутри вас»

1. K2 — «Hold Me Close (In Der Steilwand)» (1994)
2. Derek B — «Bullet From A Gun» (1988)

- «Шоу-бизнес»

1. Ice T — «Pimp Behind the Wheel» (1993) (Бас)

- «Вокзал»

1. Алиса — «Энергия» (1985)

- «Быки»

1. N.W.A. — «Appetite For Destruction» (1991)

- Джаз — это «немузыка»

1. Gang Starr — «Jazz Thing» (1990)
2. Fausto Papetti — «Theme From Paradise» (1982)

- «Игры»

1. Deep Purple — «Black & White» (1987)

- «Отсос»

1. КТЛ ДиЛЛ — «Улицы» («Вне опасности только убитый») (1992)
2. Public Enemy — «Lost at Birth» (1991)
3. Beastie Boys — «The New Style» (1986)

- «Африка»

1. Miles Davis — «Fantasy» (1992)
2. ВИА Цветы — «Юрмала» (1982)

## Участники записи
Участники записи для альбома «Налётчики Bad B.» взяты из отсканированной копии буклета альбома.
- Chill-Will — вокал, автор слов
- Михей — вокал, композитор
- DJ LA — DJ, mix, скретч
- Виктория-Пьер-Мари (солистка хип-хоп-группы MD & C Павлов) — диктор
- Боб Фридлендер — автор слов («Дети сатаны»)
- Александр Ефимов — саунд-инженер
- Алексей Трибунской — саунд-инженер
- Юрий Богданов — саунд-продюсер
- Сергей Овчинников — саксофон
- Сергей Ананьев — аранжировка
- Сергей Кучменко — клавишные
- Олег Зарипов — электрогитара
- Айс («К.Т.Л. Ди. Л.Л.») — приглашённый артист
- D.M.J. — приглашённый артист
- Дельфин («Мальчишник») — приглашённый артист
- Мистер Малой — приглашённый артист
- Моня (Сергей Менякин) — бэк-MC
- Лага — бэк-MC
- Swan/Лебедь — бэк-MC
- Скаля — бэк-MC